# Kanton Steenvoorde
Kanton Steenvoorde (francouzsky Canton de Steenvoorde) je francouzský kanton v departementu Nord v regionu Nord-Pas-de-Calais. Tvoří ho devět obcí.

## Obce kantonu
- Boeschepe
- Eecke
- Godewaersvelde
- Houtkerque
- Oudezeele
- Saint-Sylvestre-Cappel
- Steenvoorde
- Terdeghem
- Winnezeele